# Ženski Nogometni Klub Olimpija Ljubljana
Lo Ženski Nogometni Klub Olimpija Ljubljana, comunemente citata come ŽNK Olimpija Ljubljana, o semplicemente Olimpija, e italianizzata in Olimpia Lubiana, è una squadra di calcio femminile slovena con sede a Lubiana, la Capitale dello stato mitteleuropeo. Gioca nella Prva ženska slovenska nogometna liga (1.ŽNL o 1. ženska nogometna liga), il massimo livello del campionato di calcio femminile sloveno.
La società, oltre alla squadra titolare, gestisce formazioni giovanili Under-11, Under-13 e Under-15.

## Storia
Il club, fondato nel 2015, alla sua seconda stagione ha conquistato il titolo di campione sloveno sopravanzando lo ŽNK Pomurje Beltinci che aveva primeggiato nei precedenti cinque campionati, risultato che ha permesso al club di rappresentare la Slovenia nella UEFA Women's Champions League.

## Palmarès
- Campionato sloveno: 2

2016-2017, 2017-2018

## Statistiche

### Risultati nelle competizioni UEFA
| Stagione | Competizione     | Fase                     | Avversario | Risultato | Risultato | Risultato |
| Stagione | Competizione     | Fase                     | Avversario | andata    | ritorno   | aggregato |
| -------- | ---------------- | ------------------------ | ---------- | --------- | --------- | --------- |
| 2017-18  | Champions League | gironi di qualificazione | Zurigo     | 1-2       | 1-2       | 1-2       |
| 2017-18  | Champions League | gironi di qualificazione | Minsk      | 0-5       | 0-5       | 0-5       |
| 2017-18  | Champions League | gironi di qualificazione | Birkirkara | 1-0       | 1-0       | 1-0       |

## Organico

### Rosa 2021-2022
Rosa, ruoli e numeri di maglia come da sito nzs.si, aggiornati al 2 gennaio 2022.
| N. |                                 | Ruolo | Calciatrice            |
| -- | ------------------------------- | ----- | ---------------------- |
| 2  | Slovenia (bandiera)             | C     | Anja Žvokelj           |
| 3  | Slovenia (bandiera)             | D     | Daša Krajnc            |
| 4  | Slovenia (bandiera)             | D     | Evelina Kos            |
| 5  | Slovenia (bandiera)             | C     | Barbara Kralj          |
| 7  | Bosnia ed Erzegovina (bandiera) | C     | Vanja Duronjić         |
| 8  | Slovenia (bandiera)             | D     | Melina Muratović       |
| 9  | Slovenia (bandiera)             | C     | Urška Bratuša          |
| 10 | Slovenia (bandiera)             | C     | Manja Rogan (capitano) |
| 11 | Slovenia (bandiera)             | A     | Ana Milović            |
| 12 | Slovenia (bandiera)             | P     | Sara Nemet             |
| 13 | Slovenia (bandiera)             | A     | Špela Ručman           |
| 14 | Slovenia (bandiera)             | D     | Anja Prša              |

| N. |                     | Ruolo | Calciatrice     |
| -- | ------------------- | ----- | --------------- |
| 15 | Slovenia (bandiera) | A     | Zala Vindišar   |
| 16 | Slovenia (bandiera) | A     | Neva Kumalić    |
| 17 | Slovenia (bandiera) | D     | Tara Knego      |
| 18 | Slovenia (bandiera) | A     | Ana Hostnik     |
| 18 | Slovenia (bandiera) | D     | Neža Marinčič   |
| 19 | Slovenia (bandiera) | C     | Lara Lobe       |
| 20 | Slovenia (bandiera) | D     | Izabela Križaj  |
| 22 | Slovenia (bandiera) | A     | Tina Paliska    |
| 23 | Slovenia (bandiera) | P     | Nika Šapek      |
| 26 | Slovenia (bandiera) | D     | Lara Klopčič    |
| 99 | Ghana (bandiera)    | A     | Priscilla Hagan |

### Rosa 2017-2018
Rosa e numeri come da sito ufficiale, aggiornati al 22 agosto 2017.
| N. |                     | Ruolo | Calciatrice      |
| -- | ------------------- | ----- | ---------------- |
| 1  | Slovenia (bandiera) | P     | Jadranka Zilić   |
| 3  | Slovenia (bandiera) | A     | Nika Koprivnikar |
| 4  | Slovenia (bandiera) | D     | Tjaša Gicič      |
| 5  | Slovenia (bandiera) | D     | Anja Zver        |
| 6  | Slovenia (bandiera) | C     | Anja Milenkovič  |
| 7  | Slovenia (bandiera) | D     | Ines Špelič      |
| 8  | Slovenia (bandiera) | A     | Natalija Golob   |
| 10 | Slovenia (bandiera) | C     | Tjaša Tibaut     |
| 11 | Slovenia (bandiera) | A     | Ksenija Marolt   |
| 12 | Slovenia (bandiera) | P     | Bojana Ratković  |

| N. |                     | Ruolo | Calciatrice            |
| -- | ------------------- | ----- | ---------------------- |
| 13 | Slovenia (bandiera) | C     | Manja Benak            |
| 14 | Slovenia (bandiera) | A     | Ana Poglajen           |
| 16 | Slovenia (bandiera) | A     | Adrijana Mori          |
| 17 | Slovenia (bandiera) | A     | Urška Žganec           |
| 18 | Slovenia (bandiera) | C     | Laura Škvorc           |
| 19 | Slovenia (bandiera) | A     | Neža Bizjak            |
| 21 | Slovenia (bandiera) | D     | Maruša Sevšek          |
| 22 | Slovenia (bandiera) | C     | Ana Berdnik            |
| 25 | Slovenia (bandiera) | D     | Evelina Kos            |
| 27 | Slovenia (bandiera) | C     | Lucija Grad (capitano) |